# Open Groen Progressief
Open Groen Progressief (OGP) is een politieke partij in de Nederlandse gemeente Midden-Delfland. Ze is in 2004, in het zicht van de samenvoeging van Schipluiden en Maasland, ontstaan uit een samengaan van PAK-Schipluiden en Open Groepering Maasland. OGP streeft naar bundeling van de bewoners van Midden-Delfland rond een 'open, groene en progressieve' kijk op het landelijke gebied en de ontwikkeling van de dorpskernen.

## Verkiezingsresultaten
| Gemeenteraad    | 2002     | 2006     | 2010     | 2014     | 2018     |
| --------------- | -------- | -------- | -------- | -------- | -------- |
| Midden-Delfland | 6 zetels | 5 zetels | 4 zetels | 4 zetels | 4 zetels |